# Marozia
Marozia (rodným jménem Maria, také Mariuccia či Mariozza; kolem roku 892, Řím – 28. června před rokem 936 tamtéž) byla mocná římská šlechtična s velkým politickým vlivem.
Byla dcerou Teodory (podle některých nepotvrzených zdrojů považovaná za sestru Adalberta Toskánského, nejspíše ze starobylého římského aristokrackého rodu) a římského konsula Teofilakta.
Podle pověsti byla velmi krásná, ale také sebestředná a bezohledná. V 10. století po dvacet let de facto ovládala římskou politiku a katolickou církev. Přestože byla negramotná podařilo se jí, podobně jako její matce, za pomoci vychytralosti a svádění uzavírat silná spojenectví s mocnými a shromáždit tak obrovskou moc.

## Život

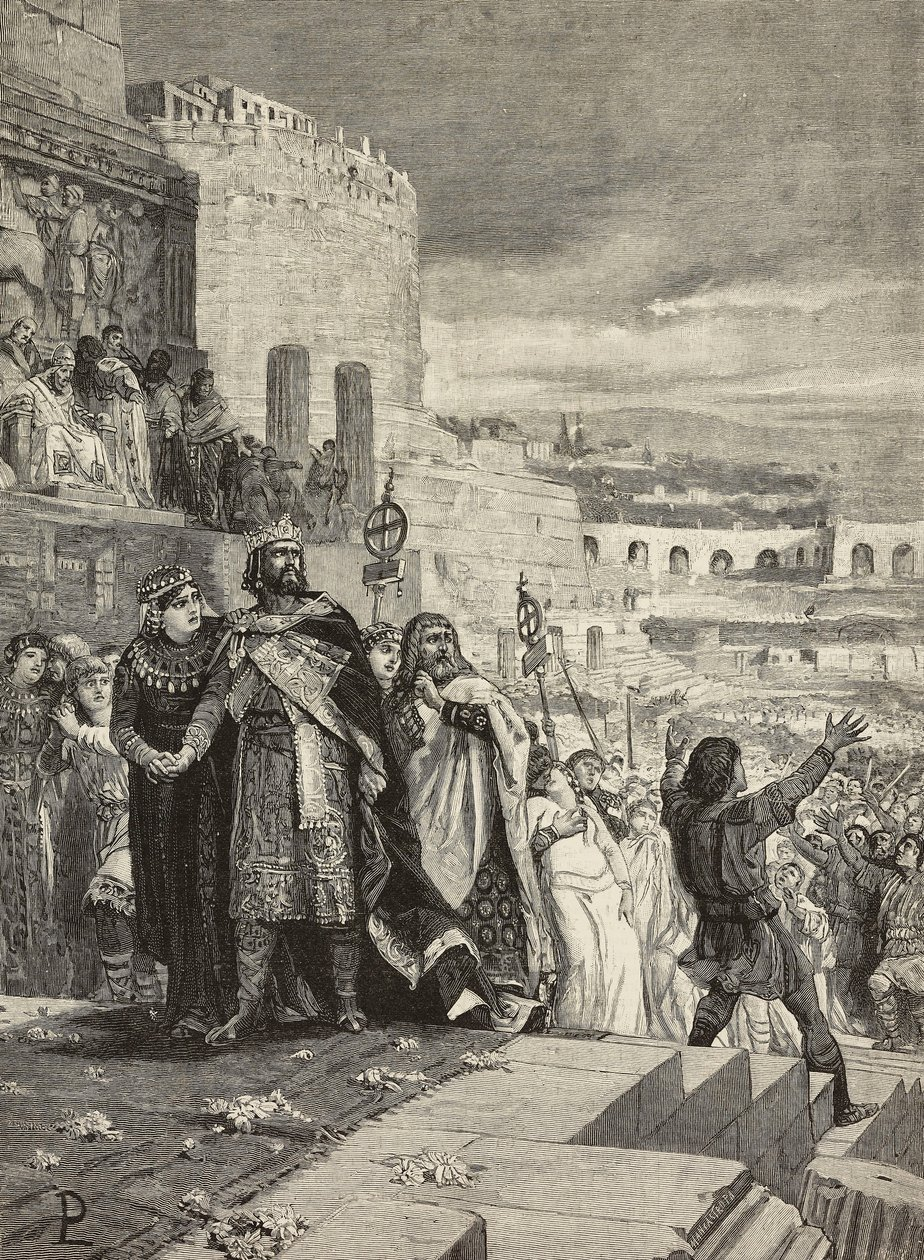
Marozia a Hugo Provensálský

Již jako patnáctiletá se stala konkubínou papeže Sergia III., svého bratrance, se kterým se setkala ještě v době, kdy byl biskupem v Caere (dnešním Cerveteri). Otázka vztahu mezi Marozií e Sergiem III., který se měl odehrát okolo roku 907, je ovšem sporná: značná část historiků otrocky přijala příběh biskupa Liutpranda z Cremony, jiní (např. Pietro Fedele a il Brezzi), jej považují za nepodložené klepy.
Během svého života se Marozia třikrát vdala, přičemž všechna její manželství byla politicky motivovaná. V roce 909, kdy již byla těhotná se svým prvním synem, se vdala za Albericha ze Spoleta. Její syn byl poté legitimizován. Alberik a Marozia poté měli dalšího syna, jemuž dali jméno po otci, Albericha II. (911/912–954). Marozia k němu přilnula, neboť v něm spatřovala dvě vlastnosti, kterých si cenila nejvíce: moc a touha po ještě větší moci. V roce 914 se skutečně Alberik spojil s papežem Janem X. a v roce 916 společně s papežskými jednotkami porazil Saracény u Garigliana. Byl též jmenován římským konzulem, ale nedlouho poté v roce 924 byl zavražděn v Orte.
O dva roky později, v roce 926, se Marozia opět rozhodla dostat k moci, když se vdala za oponenta Svatého stolce, Guida, markýze toskánského. Stala se úhlavní nepřítelkyní papeže Jana X. V květnu 928 dosáhla rivalita vrcholu: Marozia zosnovala útok na papežskou rezidenci v Lateránu a podařilo se jí zajmout papeže, uvěznit ho a zbavit trůnu. Jan X. zemřel krátce poté ve vězení, zřejmě zadušen. Guido se následně stal vládcem Říma a Marozia sama řídila volbu tří následujících papežů: v letech 928 až 929 takto byli zvoleni papežové Lev VI. a Štěpán VII.
V roce 931 se jí dokonce podařilo dosadit na papežský stolec svého prvního, sotva jedenadvacetiletého syna, který přijal jméno Jan XI. Nový papež byl pro svou slabou povahu snadným nástrojem v rukou své matky, pročež byla ona skutečným hybatele římské politiky. Téměř ve stejnou dobu, kdy byl Jan XI. posvěcen, zemřel Maroziin manžel Guido.
V roce 932 se Marozia vdala potřetí, tentokrát za Huga Provensálského (italským králem v letech 926 až 947). Hugo byl bratr Guida a tudíž se legálně s Marozií nemohl oženit, avšak křivě přísahal, že je nelegitimním synem vlastního otce. Marozia poté usilovala o Hugovu korunovaci na císaře s využitím vlivu na svého syna-papeže. Tento ambiciózní plán ovšem zmařil její druhý syn Alberik II., nevlastní bratr papeže Jana XI. Ten vyhnal Huga, svou matku nechal uvěznit a Jana XI. internoval v papežském paláci v Lateránu. Stal se tak roku 932 až do své smrti roku 954 jediným vládcem Říma.
Od tohoto okamžiku již o Marozii nejsou žádné zprávy. Podle některých zdrojů dožila v ústraní kláštera. Zemřela pravděpodobně 28. června někdy před rokem 936 a byla pochována klášteře svatých Cyriaka a Nikoly v ulici Lata.

## Legenda
Dle slov anglického historika Edwarda Gibbona, příběh ambiciózní Marozie zřejmě inspiroval legendu o papežce Janě, která byla po staletí považována za pravdivou, až do protestantská reformace.